# Maschera
MASCHERA (jap. マスケラ Masukera) – japoński rockowy zespół visual kei założony w październiku 1992 roku. Maschera został założony w Himeji przez Michi, Takuya, Hiro i Tomo. Poprzednio Michi był częścią zespołu Evil Eyes. Od 1995 roku Maschera był często zapraszany do japońskich magazynów muzyki rockowej w celu przeprowadzenia wywiadu, promując swoje zbliżające się koncerty lub EP.
W 1997 roku podpisali kontrakt z Teichiku Records. W maju 1997 roku wydali swój debiutancki singiel Unmei no Sharin (jap. 運命の車輪).Swój drugi singiel YURARI (jap. ゆらり) wydali w grudniu 1997 roku. W połowie 1998 roku Maschera wydali dwa single, [ékou] i Last Photograph. Piosenka „[ékou]” jest openingiem TV dramy Don’t Worry!.
Zespół został rozwiązany w marcu 2000 roku. Decyzja została podjęta przez wokalistę Michi. Gitarzysta Takuya założył zespół J+Jenius, a Michi utworzył swój solowy projekt S.Q.F.

## Członkowie
- MICHI (jap. ミチ) – wokal
- TAKUYA (jap. タクヤ) – gitara
- HIRO (jap. ヒロ) – gitara basowa
- TOMO (jap. トモ) – perkusja

## Dyskografia

### Albumy i EPs
- Akutoku no hae (jap. 悪徳の栄え) (18 grudnia 1994)
- ca・tas・tro・phe (21 lipca 1996)
- ca・tas・tro・phe II (21 lipca 1996)
- PRETTY NEUROSIS (5 grudnia 1996)
- tales (24 września 1997)
- iNTERFACE (11 listopada 1998)
- orb (23 marca 2000)
- BEST (24 maja 2000)

### Single
- Unmei no Sharin (jap. 運命の車輪) (21 sierpnia 1995)
- Rā (jap. ラー) (5 grudnia 1996)
- Unmei no Sharin (jap. 運命の車輪) (8 maja 1997)
- YURARI (jap. ゆらり) (3 grudnia 1997)
- HYPERDELIC AGE / Still I Love You (21 lutego 1998)
- [ékou] (21 maja 1998)
- Last Photograph (jap. ラストフォトグラフ) (21 października 1998)
- to fly high (7 kwietnia 1999)
- Alice (8 września 1999)
- Dragonheads Snaketails (23 lutego 2000)

### VSH
- NEUROTIC NEW ROMANTIC
- SCOPE FILE ZERO
- SCOPE FILE ONE